# Vielha e Mijaran
Vielha e Mijaran este o localitate în Spania în comunitatea Catalonia în provincia Lleida. În 2006 avea o populație de 5.239 locuitori.
1. ↑  Nomenclátor Geográfico de Municipios y Entidades de Población (20240402 edition)
2. ↑   http://www.vielha-mijaran.org/menu/el-ayuntamiento/14/gobierno/16/el-alcalde/17/ Lipsește sau este vid: |title= (ajutor)
3. 1 2   http://www.idescat.cat/pub/?id=aec&n=925&t=2016 Lipsește sau este vid: |title= (ajutor)